# Hofer KG

Logo von Hofer bis 2017

Die Hofer KG ist eine österreichische Lebensmitteleinzelhandelskette mit Sitz in Sattledt.
Sie ist Teil der Unternehmensgruppe Aldi Süd.
Zur Hofer KG zählen neben Hofer Österreich auch Aldi Suisse, Hofer Slowenien, Aldi Ungarn und Aldi Italien. Das Logo ist weitgehend identisch mit dem Logo der gesamten Unternehmensgruppe Aldi Süd, trägt aber den Schriftzug „Hofer“ als Firmierung.

## Geschichte

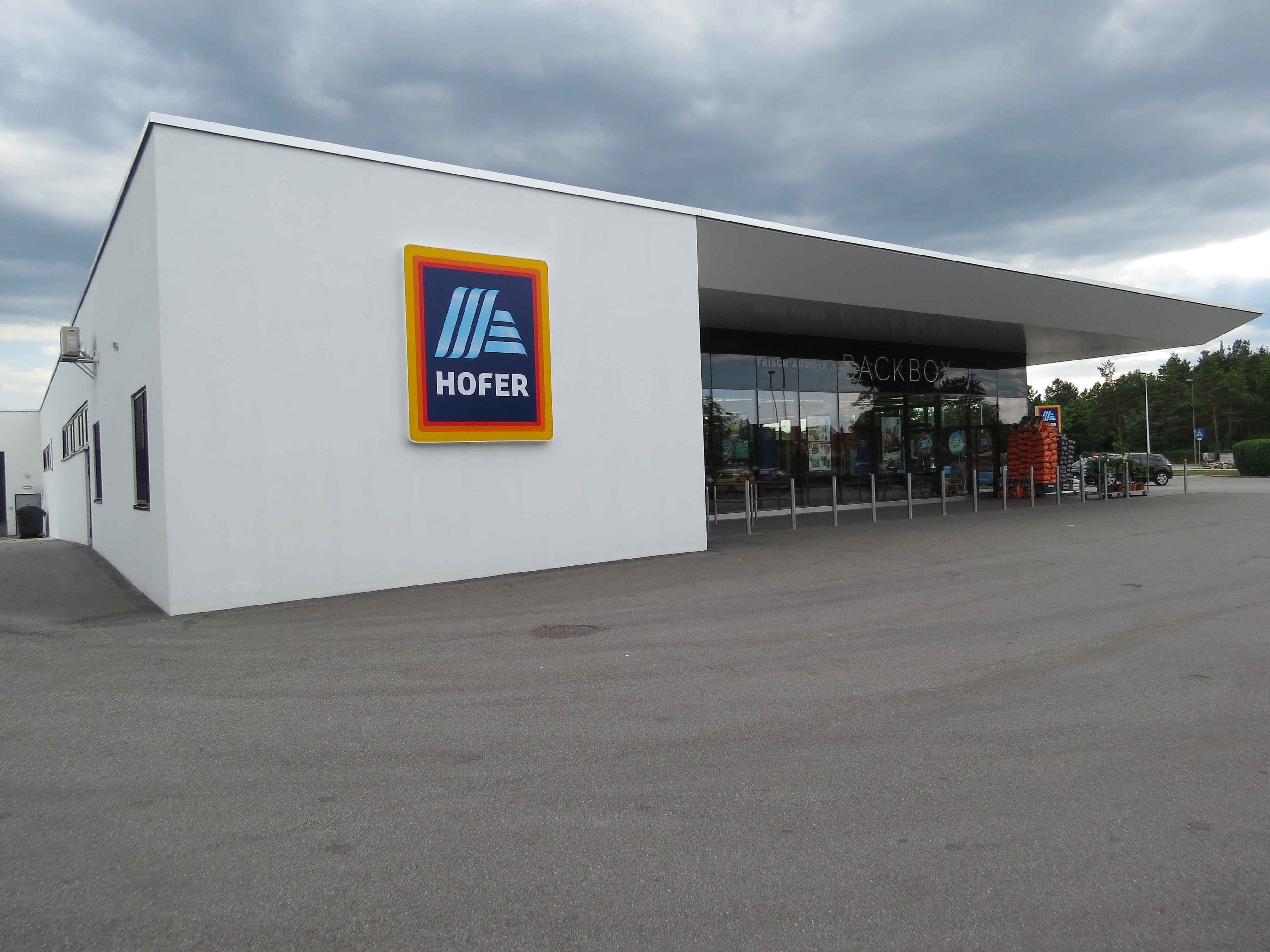
Hofer im neuen Design in Herzogenburg in Niederösterreich (2018)

Im Jahr 1968 nahm die Hofer KG als Teil der Unternehmensgruppe Aldi Süd ihre Geschäftstätigkeit auf. Aldi Süd setzte damit das bereits bestehende Discountkonzept aus Deutschland zum ersten Mal im Ausland um. Hierzu übernahm Aldi Süd die 1962 gegründete Lebensmittelkette des österreichischen Händlers Helmut Hofer. Zum einen war dessen Name in Österreich ein Begriff, zum anderen stand der Name „Aldi“ in Österreich schon für eine andere Firma (Adel Lebensmittel-Diskont) und konnte somit nicht auch noch für österreichische Filialen von Aldi Süd genutzt werden. Folglich wurde Aldi Süds Österreich-Ableger „Hofer“ genannt. Ein Jahr später wurde eine Zweigniederlassung in Hausmannstätten in der Steiermark gegründet, noch einmal zwei Jahre später übersiedelte die Hauptniederlassung von Wien nach Sattledt in Oberösterreich, auch eine Zweigniederlassung ließ sich hier nieder (siehe auch Organisation).
Über die Jahre erweiterte Hofer stetig das Sortiment. So führte das Unternehmen 2002 die Bio-Marke Natur aktiv ein, 2006 dann die Produktlinie Zurück zum Ursprung. 2003 war Hofer mit Hofer Reisen erstmals als Reiseveranstalter vertreten. Im Jahr 2010 wurde das eigene Kapselcafésystem „Martello“, im Jahr 2014 ein einheitliches Brot- und Backwarensystem namens Backbox eingeführt. Seit Ende 2017 sollen Filialen ohne Backbox die Ausnahme sein. Im Jahr 2017 wurde der Direktzustellservice Hofer liefert eingeführt.
2019 und 2020 beschäftigte das Unternehmen in Österreich mehr als 12.000 Mitarbeiter und hatte mehr als 500 Filialen.
Im Jahr 2005 expandierte das Unternehmen nach Slowenien (auch hier heißen die Filialen „Hofer“) und in die Schweiz, 2008 auch nach Ungarn. Im Jahr 2018 organisierte Hofer KG den Markteintritt in Norditalien. Die Marktpräsenz erfolgt in Italien aber im Namen der Mutter Aldi, da Aldi auch ein häufiger Familienname in Italien ist. Bis Jahresende wurden 50 Märkte eröffnet, bis Mitte 2020 waren es 80. Außerdem wurde 2018 das Innovationszentrum „Alpha Retail Network“ eröffnet sowie die Zurück zum Ursprung Bio-Babynahrung eingeführt.

## Organisation
Die Hofer KG besteht in Österreich aus sechs selbstständigen Zweigniederlassungen, die jeweils von einem Geschäftsführer geleitet werden. Die Niederlassungen befinden sich in Sattledt, Trumau, Stockerau, Hausmannstätten, Weißenbach (Gemeinde Weißenstein) und Rietz. Jede Niederlassung betreut eine geografisch klar definierte Region mit 80 bis 90 der insgesamt mehr als 500 Filialen.

## Angebot

Logo für Bio-Eigenmarke

Über 90 Prozent der rund 1000 Produkte des Standardsortiments bei Hofer sind Eigenmarken. Der restliche Prozentsatz teilt sich auf andere Marken auf. Zu den bekanntesten Eigenmarken zählen unter anderem die Bio-Produkte von Zurück zum Ursprung und „Natur aktiv“, die Schokolade von „Choceur“ sowie die Milchprodukte von „Milsani“. Die bei Hofer angebotenen Technikprodukte stammen außerdem von Medion, das Kapsel-Cafésystem von Martello.
Die Marke Zurück zum Ursprung erhielt 2009 den Klimaschutzpreis und erreichte 2013 den ersten Platz unter den kommerziellen Marken beim GoodBrand Trust Index. In der Gesamtwertung lag Zurück zum Ursprung auf Platz sechs und somit vor vielen renommierten NGOs wie Greenpeace oder WWF.
Hofer verknüpft laut eigenen Angaben die Bio-Marke mit Mehrwerten in Bezug auf regionale österreichische Herkunft, traditionelle Herstellung und geschmackliche Besonderheiten. Die Produkte werden ohne Konservierungsmittel, Aromastoffe oder Stabilisatoren gentechnikfrei produziert. Hierzu müssen die Lieferanten und Landwirte sehr strenge Auflagen erfüllen. Jährlich verkauft Hofer rund 450 verschiedene Produkte von Zurück zum Ursprung und seit Oktober 2018 auch biologische Babynahrung. Seit 2024 wird diese unter der Eigenmarke „Mamia“ verkauft.
Neben dem Standardsortiment bietet das Unternehmen wechselnde Aktionsartikel an, wobei die Palette von Elektrogeräten über Kleidung und Bettwäsche bis hin zu Sportartikeln, Geschirr und Heimwerkerbedarf reicht. Mit Hofer liefert wurde 2017 ein Direktzustellservice eingeführt. Ausgewählte Artikel können so einfach und bequem online von zu Hause aus bestellt und bezahlt werden. Anschließend werden die Artikel direkt nach Hause geliefert.
In Zusammenarbeit mit Eurotours International zählt Hofer mit Hofer Reisen zu den größten Reiseanbietern im Land. Pro Jahr sind mehr als 500.000 Reisende mit Hofer Reisen weltweit unterwegs. Seit 2003 bereisten mehr als 6 Millionen Reisende über 90 Länder. Als eine Art Ergänzung sieht der Lebensmittelhändler den 2006 ins Leben gerufenen Service von Hofer Fotos. Zu den neuesten Angeboten von Hofer zählen Hofer life MUSIC mit 50 Millionen Songs, über 20.000 Hörbüchern und Hörspielen und verschiedenen Playlists sowie Hofer life eBOOKS mit über einer Million Büchern. Unter Hofer Event+ verkauft Hofer Tickets für Veranstaltungen wie Festivals oder Konzerte und bietet zudem Kombi-Angebote an.
Mit Mein Hofer hat der Lebensmittelhändler außerdem eine Kunden-Plattform ins Leben gerufen. Registrierte Mitglieder können hier regelmäßig über Produkte abstimmen, über den integrierten Blog Hintergrundinformationen abrufen sowie an Produkttests und Gewinnspielen teilnehmen.

### HoT Hofer Telekom
Am österreichischen Mobilfunkmarkt wurde nach dem Verkauf von Yesss, das exklusiv bis ins Jahr 2014 über die Hofer KG vertrieben wurde, im Dezember 2014 der Nachfolger HoT Hofer Telekom (auch: HoT; offiziell HoT Telekom und Service GmbH) als Mobilfunk-Discounter und erster MVNO in Österreich nach eigener Aussage gegründet. HoT ist eine Tochtergesellschaft der Ventocom und nutzt dabei die Netze der Magenta Telekom sowie Hutchison Drei Austria, Vertriebspartner ist weiterhin die Hofer KG. Mit über 1,6 Millionen Kunden mitsamt Slowenien ist die Marke einer der größten Anbieter.
Seit 11. Mai 2017 gibt es dieses Angebot mit identem Markenauftritt auch in Slowenien, hier wird das Netz von A1 Slovenija genutzt.

### Innovationszentrum der Hofer KG zum Thema Handel: ALPHA Retail Network
Eines der größten Innovationszentren zum Thema Handel wurde im oberösterreichischen Eberstalzell eröffnet. Es vereint seit Herbst 2018 die Bereiche Bildung, Forschung und Wirtschaft an einem Standort.

## „Heute für morgen“
Unter Heute für morgen bündelt Hofer seit dem Frühjahr 2013 Nachhaltigkeitsaktivitäten innerhalb der fünf thematischen Schwerpunkte Gesundheit, Klimaschutz, Ressourcen, Vertrauen und Miteinander. In diesem Zusammenhang startet Hofer regelmäßig Leuchtturmprojekte, die sich auf jeweils einen thematischen Schwerpunkt konzentrieren.
Seit dem Jahr 2013 gab es solche Projekte zu den Themen Bienenschutz, Grünstrom/Energieeffizienz, gesunde Ernährung/Bewegung, Lebensmittelverschwendung.
Im Rahmen von Heute für morgen setzt sich Hofer für den Klimaschutz ein und wurde dafür 2016 mit dem Energy Globe Award in der Kategorie Luft und 2021 mit dem Energy Globe Award Oberösterreich (in der Kategorie Erde) ausgezeichnet.
2017 erfolgte die Einführung von FairHOF-Produkten. Gemeinsam mit Fleischwarenhersteller Hütthaler verspricht Hofer faire Bedingungen für Landwirte sowie deren Mastschweine.

## Gestaltung und Ausstattung der Filialen
Hofer Österreich verzichtet auf eine Beschallung der Kunden mit Musik. Gründe sind unter anderem der Entfall von Gebühren für die öffentliche Aufführung von Musik, zum anderen würden Kaufvorgänge in einem nüchternen Ambiente schneller ablaufen und somit der Warendurchsatz gesteigert.
Überwachungskameras im Kundenbereich werden nach Unternehmensangaben in Filialen mit einem erhöhten Gefährdungspotential durch Überfälle und Diebstähle eingesetzt.
2021 führte das Unternehmen in acht oberösterreichischen Filialen im Raum Wels einen Test zu Mehrwegpfandflaschen durch, um mehr über Kundennutzung und -akzeptanz zum Thema Mehrweg zu erfahren. Mithilfe dieser Erkenntnisse werden bis Ende 2024 alle Hofer-Filialen in Österreich mit Mehrwegpfandautomaten ausgestattet sein. Im Jahr 2025 wird Hofer in den Filialen schrittweise auch die Möglichkeit anbieten Einwegpfandflaschen und Dosen zu retournieren.

## Aldi Suisse
Die Aldi Suisse AG ist im Oktober 2005 von der Unternehmensgruppe Hofer S/E gegründet worden und ausschließlich in der Schweiz präsent.